# Acrotylus
Acrotylus is een geslacht van rechtvleugeligen uit de familie veldsprinkhanen (Acrididae). De wetenschappelijke naam van dit geslacht is voor het eerst geldig gepubliceerd in 1853 door Fieber.

## Soorten
Het geslacht Acrotylus omvat de volgende soorten:
- Acrotylus aberrans Bruner, 1910
- Acrotylus angulatus Stål, 1876
- Acrotylus apicalis Bolívar, 1908
- Acrotylus apricarius Stål, 1873
- Acrotylus azureus Uvarov, 1929
- Acrotylus bicornis Sjöstedt, 1918
- Acrotylus bilobatus Miller, 1932
- Acrotylus blondeli Saussure, 1884
- Acrotylus braudi Defaut, 2005
- Acrotylus cabaceira Brancsik, 1893
- Acrotylus capitatus Kirby, 1902
- Acrotylus concinnus Serville, 1838
- Acrotylus crassiceps Uvarov, 1953
- Acrotylus crassus Saussure, 1884
- Acrotylus daveyi Mason, 1959
- Acrotylus deustus Thunberg, 1815
- Acrotylus diana Karny, 1910
- Acrotylus elgonensis Sjöstedt, 1933
- Acrotylus errabundus Finot, 1893
- Acrotylus fischeri Azam, 1901
- Acrotylus flavescens Stål, 1873
- Acrotylus fulgens Uvarov, 1953
- Acrotylus furcifer Saussure, 1888
- Acrotylus gracilis La Greca, 1991
- Acrotylus hirtus Dirsh, 1956
- Acrotylus hottentotus Saussure, 1884
- Acrotylus humbertianus Saussure, 1884
- Acrotylus incarnatus Krauss, 1907
- Acrotylus innotatus Uvarov, 1933
- Acrotylus inornatus Kuthy, 1905
- Acrotylus insubricus Scopoli, 1786
- Acrotylus johnstoni Kirby, 1902
- Acrotylus junodi Schulthess Schindler, 1899
- Acrotylus kirbyi Froggatt, 1903
- Acrotylus knipperi Kevan, 1961
- Acrotylus longipes Charpentier, 1845
- Acrotylus meruensis Sjöstedt, 1932
- Acrotylus mossambicus Brancsik, 1893
- Acrotylus multispinosus Brancsik, 1893
- Acrotylus ndoloi Kevan, 1956
- Acrotylus nigripennis Uvarov, 1922
- Acrotylus ocellatus Brancsik, 1893
- Acrotylus patruelis Herrich-Schäffer, 1838
- Acrotylus ponomarenkoi Storozhenko, 1992
- Acrotylus somaliensis Johnsen & Schmidt, 1982
- Acrotylus trifasciatus Kevan, 1961
- Acrotylus trigrammus Bolívar, 1912